# Champions olympiques iraniens
Liste des sportifs iraniens (par sport et par chronologie) médaillés d'or lors des Jeux olympiques d'été et d'hiver, à titre individuel ou par équipe, de 1948 à 2008.

## Jeux olympiques d'été

### Haltérophilie
| Nom                | Discipline(s)                       | Année(s) |
| Mohammad Nassiri   | Poids coq - 56 kg (H)               | 1968     |
| Hossein Tavakoli   | Poids lourds 94 – 105 kg (H)        | 2000     |
| Hossein Reza Zadeh | Poids super-welters + de 105 kg (H) | 2000     |
| Hossein Reza Zadeh | Poids super-welters + de 105 kg (H) | 2004     |

### Lutte
| Nom                  | Discipline(s)                              | Année(s) |
| Emam-Ali Habibi      | Lutte libre Poids légers 62 – 67 kg (H)    | 1956     |
| Gholam Reza Takhti   | Lutte libre Poids mi-lourds 79 – 87 kg (H) | 1956     |
| Abdollah Movahed     | Lutte libre Poids légers 63 – 70 kg (H)    | 1968     |
| Rasul Khadem Azgadhi | Lutte libre Poids mi-lourds 82 – 90 kg (H) | 1996     |
| Alireza Dabir        | Lutte libre Poids coq 54 – 58 kg (H)       | 2000     |

### Taekwondo
| Nom       | Discipline(s)             | Année(s) |
| Hadi Saei | Poids légers 58–68 kg (H) | 2004     |
| Hadi Saei | Poids moyens 68–80 kg (H) | 2008     |

## Jeux olympiques d'hiver
Aucun sportif n'a, jusqu'à aujourd'hui, été titré aux Jeux d'hiver.